# Ahmet Necdet Sezer
Ahmet Necdet Sezer [ɑhˈmɛt ˈnɛdʒdɛt ˈsɛzɛr], född 13 september 1941 i Afyonkarahisar, är en turkisk politiker och domare. Han var Turkiets president från den 16 maj 2000, då han efterträdde Süleyman Demirel, till den 28 augusti 2007, då han efterträddes av Abdullah Gül.

## Biografi
Sezer tog examen från juridiska fakulteten vid Ankaras universitet 1962 och började samma år arbeta som domaraspirant. Han tog en masterexamen i civilrätt vid Ankaras universitet 1977-1978. Sezer tjänstgjorde som domare i Yerköy och Dicle och som undersökningsdomare vid Turkiets högsta domstol. Han utsågs 1983 som ledamot av högsta domstolen. 1988 utsågs han av presidenten till permanent ledamot av Turkiets konstitutionsdomstol. 6 januari 1998 valdes Sezer till konstitutionsdomstolens chefsdomare av domstolens styrelse.
5 maj 2000 valdes Sezer till Turkiets president av Turkiets stora nationalförsamling, och tillträdde 16 maj 2000. Han ställde upp som oberoende kandidat och hade ett brett stöd från flera av nationalförsamlingens partier. Han stannade på posten till 28 augusti 2007. Sezer stannade kvar på presidentposten några månader utöver sin sjuåriga mandatperiod på grund av motsättningar i parlamentet kring valet av president vilket ledde till att omröstningen bojkottades av oppositionen. Efter ett nyval i juli 2007 kunde Abdullah Gül slutligen utses till ny president i augusti 2007.

## Politisk gärning
Sezer stod som president för en starkt sekulär och EU-vänlig politik. Han hade många konflikter med det islamiska parti, Rättvise- och utvecklingspartiet (AKP), som från 2002 satt i regeringen med Recep Tayyip Erdoğan som premiärminister från 2003. Han lade in veto mot många av AKP-regeringens lagförslag för att han betraktade dem som proislamiska, och även många av regeringens utnämningar av högre tjänstemän. AKP-kandidaten Gül, tidigare utrikesminister, var den som efterträdde Sezer på presidentposten, vilket gav AKP ökat utrymme att genomföra sin politik.
Sezer hamnade som president ibland även i konflikt med länder i västvärlden, bland annat då han 2005 reste till Syrien och kritiserades för detta av USA och då han 2006 blockerade reformer som krävdes av Internationella valutafonden (IMF).